# جون دافنبورت
جون دافنبورت هو محامي وسياسي أمريكي، ولد في 16 يناير 1752 في ستامفورد في الولايات المتحدة، وتوفي بنفس المكان في 28 نوفمبر 1830. نشط حزبياً في الحزب الفيدرالي الأمريكي. وقد انتخب عضو مجلس نواب كونيتيكت ‏ وانتخب عضو مجلس النواب الأمريكي ‏.